# 内部転換
内部転換（ないぶてんかん、英語: internal conversion、ICとも略記）は放射性崩壊の形式の一種。励起された原子核（励起核）が、原子核内にも存在確率を有するS軌道の電子と直接に相互作用して、S軌道電子にエネルギーを与えて原子外に放出する。
内部転換においては、ベータ崩壊が行えない放射性原子からであっても、高エネルギー電子の放出が観測されるが、内部転換から発せられるこの高速電子は、原子核由来の電子ではないので、原子番号は変化しない。また、内部転換ではまったくニュートリノの放出がない点でも、ベータ崩壊とは異なる。ベータ崩壊の後に発生することもあり、ベータ崩壊と内部転換は競合するものではない。
また、ベータ崩壊では崩壊エネルギーの一部がニュートリノや反ニュートリノによって任意量持ち去られることにより、連続エネルギースペクトル分布を示すが、内部転換ではそのようなことがないため放出された電子は線スペクトルを示す。内部転換された電子は、固有な崩壊エネルギーの内決まった割合を持っていくため、明確に分離したエネルギーを持つ。ベータ粒子のエネルギースペクトルは、崩壊エネルギーを最大値とする幅広い丘のような形となる一方、内部転換された電子のスペクトルは鋭いピークであり、その幅は検出器のエネルギー分解能に依存する。

## 仕組み
内部転換過程において、内部電子殻の波動関数は原子核を貫き（つまり、S軌道の電子は原子核内に見出されうる有限の確率を持っている）、このような場合電子は励起状態の原子核と結びつき、最初に作り出される中間的ガンマ線なしに直接エネルギーを持ち去ることができる。
電磁量子過程としては、電子にエネルギーを与える仕組みは仮想光子の存在の結果によって起こるように見えるが、この光子は直接測定できる粒子というよりも、方程式の特徴として以外は決して現れない「仮想ガンマ線」と考えることができる。放出される電子の運動エネルギーは原子核から転移したエネルギーから電子の結合エネルギーを引いたものに等しい。
K殻（1s軌道、電子殻を参照）の2つの電子が原子核内で見つかる確率が最も高いため、ほとんどの内部転換電子はK殻から出てくる。電子が放出された後、原子の内部の電子殻の一つが空になっている。この空の部分はより高い準位の電子殻にあった電子で塞がれ、それに伴って特性X線かオージェ電子が放出される。

## 転換確率
内部転移は原子核のエネルギー準位間の相違が小さいときに起こりやすく、また対生成によって崩壊するに十分なエネルギーがないときの0+→0+（すなわちE0）遷移による脱励起（このとき励起核は何らかの方法で電磁モーメントを変えることなく自身のエネルギーを取り去ることができる）の主要なモードである。これはスピンの始状態と終状態が同じときは常に脱励起の主要なモードであるが、このような場合、非ゼロのスピン始状態及び終状態に対する多極性の規則は必ずしもガンマ線の放出を禁じない。
内部転換に向かう傾向はガンマ放出による電子の放出によって達する脱励起の割合によって経験的に定められた内部転換係数で確定できる。
内部転換過程はガンマ崩壊と競合する。この競合における内部転換の割合はα = e / γと定義される内部転換係数の形式で定量化される。eは転換電子の比率、γは核崩壊によって観測されたガンマ線放出の比率である。たとえば、励起状態のヨウ素125の核の崩壊では、崩壊の放出エネルギーの7%はガンマ線であり、93%は電子に転換されて放出される。このため、ヨウ素125の励起状態はα = 13.6の内部転換係数を持っている。元素番号(Z)が大きくなりガンマ線のエネルギーが小さくなるにつれ、内部転換係数は大きくなることが観測されている。一つの例としてモンテカルロ法を使ってHowell (1992)によって鉄55、ガリウム67、テクネチウム99m、インジウム111、インジウム113m、インジウム115m、ヨウ素123、ヨウ素125、白金193m、タリウム201、鉛203についての内部転換係数が明確に計算された。たとえば鉄の場合内部転換係数はゼロである。
ガンマ線放出エネルギーは核崩壊の励起状態の間のエネルギー差の正確な基準と同様にみなされる。しかし、これは電子の転換の場合は正しくない。電子転換のエネルギーは E = (Ei − Ef) − EB の数式のようになる。この数式においてEiとEfはそれぞれ最初と最後の状態の核のエネルギーで、EBは電子の結合エネルギーである。

## 類似した方式
内部転移過程は光電効果とよく似ており区別が必要である。光電効果はガンマ線が関連した電子放射で起こり、このとき付随するガンマ光子は核から放出され、同じように放出された電子と相互作用を行う。したがってガンマ光電効果の電子放出はベータ崩壊なしでの放射性元素からの高速電子の放出の原因となる。しかしながら内部転換では核は最初に介在ガンマ線を放出せず、角運動量や電気モーメントが変化する必要は無い。
内部転換の後に生産されるオージェ電子は内部転換とは異なる仕組みで起こるが、内部転換に似ている。核の中の極度の電気的双極子場が電子の加速を促進し、この電子が核を貫き、電子を原子から取り出させる時に内部転換電子が発生する。オージェ電子は似ている電子が少ないことによって原子の電子雲の中に生成された電磁場によって起こり、電磁場は再び加速とさらに他の原子の原子軌道電子の除去を誘導する。内部転換のように、オージェ電子も端的なエネルギーのピークが現れる。
電子捕獲過程は内部殻電子を伴い、このようなケースでは励起状態の原子を取り除き、原子番号を変えて核を持ち続ける。原子はX線放射とオージェ電子放出、あるいはいずれかの反応で落ち着く。一般的に不安定原子核は内部転換と電子捕獲の両方を経て崩壊する。